# Forteresse aldobrandesque (Piancastagnaio)
La forteresse aldobrandesque (en italien : Rocca aldobrandesca)  est un château médiéval situé dans le centre historique de la commune de Piancastagnaio (province de Sienne) en Toscane,.
Elle se trouve sur le versant sud du mont Amiata, en position dominante sur la vallée de la rivière Paglia.

## Historique
La forteresse aldobrandesque a été construite dans un endroit facilement défendable, à partir duquel la vallée en contrebas pouvait être contrôlée, dans une zone frontalière souvent contestée. La fortification fut mentionnée pour la première fois dans un diplôme impérial de l'empereur du Saint-Empire Henri VI en 1194 et dans celui d'Otton IV de Brunswick en 1210 qui confirmait sa propriété à l'abbaye San Salvatore. Il l'accorda comme fief à la puissante famille Aldobrandeschi, qui possédait déjà de nombreux châteaux entre la Maremme et l'Amiata et qui, au XIIIe siècle, renforça sa domination en rivalisant pour le sud de la Toscane avec Sienne, Viterbe et Orvieto. C'est cette dernière commune qui en assuma le contrôle en 1333, jusqu'à ce que la république de Sienne conquière Piancastagnaio en 1345.
En 1450, la république de Sienne commença une enquête sur l'état des forteresses de son territoire et il fut décidé d'effectuer des travaux généraux de restauration des défenses, y compris la forteresse de Piancastagnaio.
Entre 1465 et 1478, les interventions de restauration et de modernisation donnèrent à la forteresse son aspect actuel. Après l'annexion de Sienne aux domaines de la Maison de Médicis en 1559, les grands-ducs de Toscane accordèrent Piancastagnaio comme fief à la famille Bourbon del Monte, qui devinrent marquis en 1601 et transformèrent la forteresse en prison.
Après des siècles de délabrement et d'abandon, le bâtiment a subi deux importantes restaurations de 1962 à 1970 et, dans les années 1990, la forteresse est devenue propriété de la municipalité. Aujourd'hui, grâce au repérage des espaces d'exposition, il accueille des expositions d'art et peut être visitée.

## Galerie

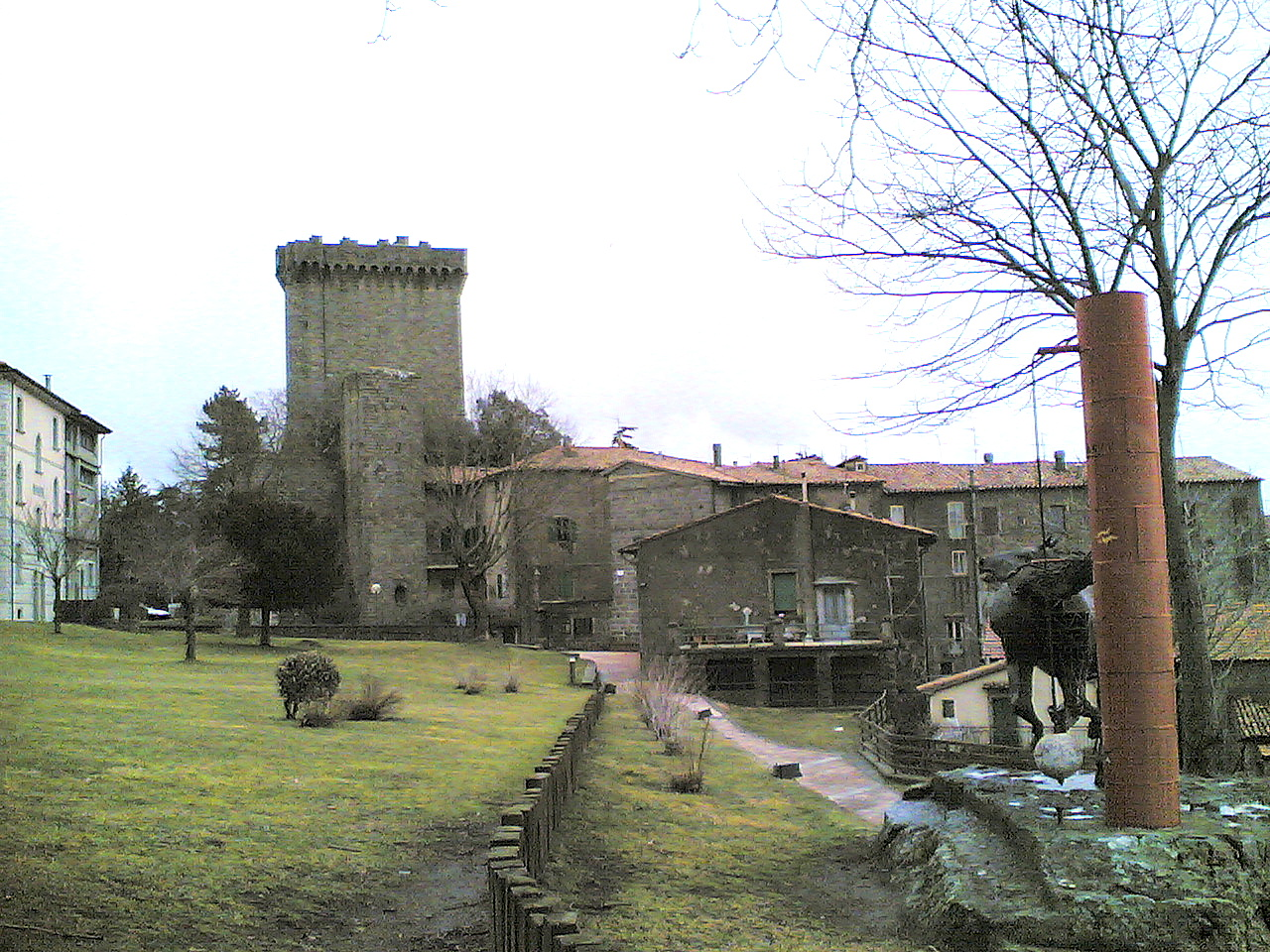
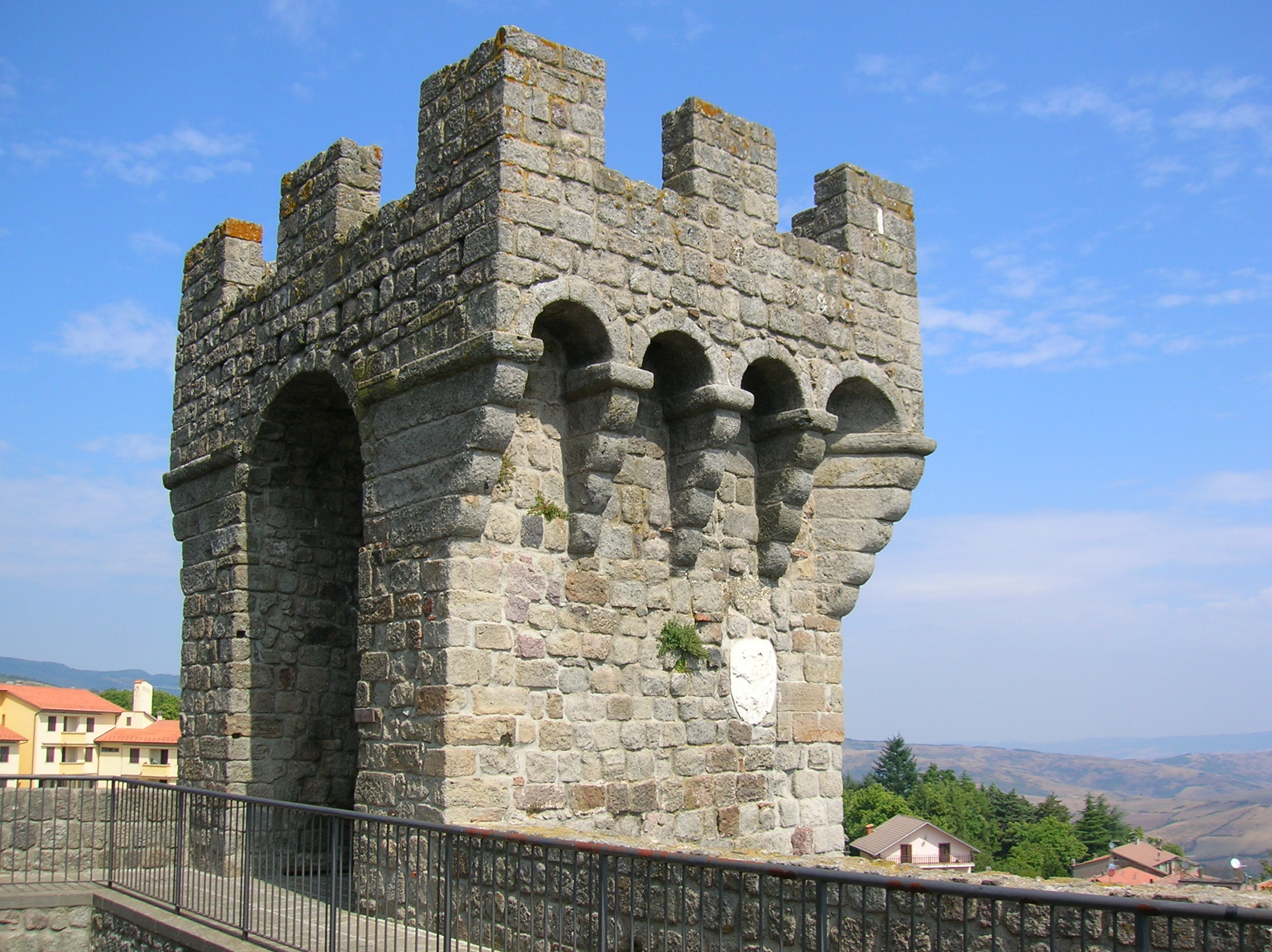